# آن ريد (ملحنة)
آن ريد (بالإنجليزية: Ann Reed)‏ هي ملحنة ومغنية مؤلفة أمريكية، ولدت في 1 ديسمبر 1954.

## وصلات خارجية
- آن ريد على موقع ميوزك برينز (الإنجليزية)
- آن ريد على موقع ديسكوغز (الإنجليزية)